# Mengbi (sockenhuvudort i Kina, Hunan Sheng, lat 29,38, long 109,80)
Mengbi (kinesiska: 猛必, 猛必乡) är en sockenhuvudort i Kina. Den ligger i provinsen Hunan, i den södra delen av landet, omkring 340 kilometer nordväst om provinshuvudstaden Changsha. Antalet invånare är 3 789. Befolkningen består av 1 806 kvinnor och 1 983 män. Barn under 15 år utgör 17,0 %, vuxna 15-64 år 70 %, och äldre över 65 år 12,0 %.
Runt Mengbi är det ganska tätbefolkat, med 116 invånare per kvadratkilometer. Närmaste större samhälle är Shanghexi, 10,5 km norr om Mengbi. I omgivningarna runt Mengbi växer i huvudsak blandskog.
Genomsnittlig årsnederbörd är 1 711 millimeter. Den regnigaste månaden är maj, med i genomsnitt 288 mm nederbörd, och den torraste är december, med 22 mm nederbörd.